# Yunbayin rossei
Yunbayin rossei (лат.) — ископаемый вид мелких архаичных ос-бетилид, единственный в составе рода Yunbayin из подсемейства Lancepyrinae. Обнаружен в отложениях мелового периода. Бирманский янтарь (99 млн лет; Мьянма). Этимология родового имени: Юн Байин (Yun Bayin) — один из 37 духов Нат, божество бирманского пантеона. Пол женский. Видовой эпитет — это патроним в честь Симона Россе-Гилевича (Simon Rosse-Guillevic), бывшего исследователя и старшего научного сотрудника программы палеонтологии Университета г. Ренна (Франция).

## Описание
Тело сплющенное (длина 2,43 мм). Голова субквадратная, прогнатная. Сложный глаз расположен на передней половине головы; антенны нитевидные, короче, чем голова + мезосома вместе взятые. Члены жгутика усика 1—10 постепенно утолщаются, 10-й членик почти такой же длины, как его ширина. Дорсальная пронотальная область более узкая, чем переднемезоскутум, с изогнутым боковым краем; переднеспинка вдвое короче дорсальной пронотальной области; метапектально-проподеальный комплекс с килем. Переднее крыло с жилками 1Rs&1M, слегка изогнутыми в месте соединения с Rs+M и 1Rs короче 1M; ячейка [2R1] не закрыта, ланцетная. Метасома толще головы и мезосомы; петиоль длинный и заметный.